# Fridolin Friedmann
Fridolin Friedmann (vollständig Fridolin Moritz Max Friedmann, auch Fridolin Maurice Friedmann; * 2. Juni 1897 in Burgkunstadt; † 15. Oktober 1976 in London) war ein deutsch-britischer Pädagoge.

## Leben
Fridolin Friedmann wurde als Sohn des Kaufmanns Louis Friedmann und seiner Ehefrau Rosa, geborene Oppenheimer, am 2. Juni 1897 in Burgkunstadt geboren und evangelisch getauft. Fridolin Friedmann wuchs in München auf, wo er mit seinen Eltern in der Herzog-Heinrich-Straße 4 im Stadtbezirk Ludwigsvorstadt-Isarvorstadt wohnte. Am 14. August 1916 rückte er als Soldat im II. Ersatz-Bataillon des Königlich Bayerischen Infanterie-Leib-Regiments (München) in den Ersten Weltkrieg ein und wurde am 12. September 1916 vereidigt. Am 16. Juni 1917 wurde er, inzwischen versetzt zum 30. bayerischen Infanterie-Regiment, durch ein Artilleriegeschoss am rechten Arm leicht verwundet.
Friedmann studierte in München, Heidelberg, Köln und Erlangen und promovierte 1925 mit einer Arbeit über Moses Mendelssohn. Das Referendariat für das Lehramt begann er an der Odenwaldschule und setzte es im Folgejahr an der jüdischen Samson-Schule in Wolfenbüttel fort. Im Jahr 1928 legte er die wissenschaftliche Lehramtsprüfung in Köln und 1929 die pädagogische Prüfung in Berlin ab und erhielt eine Stelle als Studienassessor in Königs Wusterhausen. 1932 wechselte er als Direktor an das im Vorjahr von Gertrud Feiertag gegründete „Jüdische Kinder- und Landschulheim Caputh“.
Friedmann, der sich in Caputh sehr dafür einsetzte, dass jüdische Lerninhalte für die Schülerinnen und Schüler nicht nur kognitiv, sondern auch emotional erfahrbar werden konnten, schrieb für die Schüler auch zwei Theaterstücke: Schaul und David und Joseph und seine Brüder. Er machte hier auch die Bekanntschaft von Sophie Friedländer und Hilde Jarecki, mit denen er in der Emigration oft zusammengearbeitet hat.
Im Jahr 1937 ging Fridolin Friedmann als Lehrer an die von Bruno Strauss geleitete Jüdische Oberschule Berlin, unterrichtete aber auch noch an Wochenenden in Caputh. Sein Nachfolger als Schulleiter wurde dort Ernst Ising.
Nach den Novemberpogromen 1938 begleitete Fridolin Friedmann mehrere Kindertransporte nach England und blieb im Jahr 1939 selbst dort im Exil, wo er zunächst in einem zionistischen Landwirtschaftscamp unterrichtete.
Nach Ende des Krieges kümmerte sich Friedmann um überlebende Kinder aus den Konzentrationslagern. Ausführlich berichtet darüber der Historiker Martin Gilbert in seinem Buch Sie waren die Boys. Nach Gilbert wirkte Friedmann von Oktober 1945 bis 1946 als Betreuer und Lehrer in den Auffanglagern Wintershill Hall  in der Nähe von Southampton und Millisle Farm. Einer seiner Schützlinge in Wintershill Hall, Alec Ward, erinnert sich an ihn: „Es gab dort eine herausragende Persönlichkeit. Sein Name war Dr. (Ginger) Friedmann, der unser Beschützer, Mentor und lieber Freund war, dessen Andenken ich für den Rest meines Lebens in Ehren halten werde.“
Im Jahr 1946 holte Anna Essinger Fridolin Friedmann als Direktor an ihr 1926 als Landschulheim Herrlingen gegründetes und im Jahr 1933 von ihr nach England transferiertes Landschulheim Bunce Court School. Am 11. Oktober 1947 wurde er hier britischer Staatsbürger. Die Fortführung der Schule scheiterte aber bereits im Jahr 1948. Friedmann ging an die im Jahr 1948 gegründete Privatschule Carmel  College, in Greenham in West Berkshire und nach ihrem Umzug in Wallingford, und blieb dort bis zu seiner Pensionierung im Jahr 1961. Am Londoner Leo Baeck College hielt er in der Zeit danach noch Vorträge zur Geschichte des Judentums.

## Schriften
- Ein Text von Fridolin Friedmann und seine beiden Theaterstücke sind in dem Buch von Hildegard Feidel-Mertz und Andreas Paetz (siehe unten) abgedruckt:
  - Schaul und David. Ein Spiel für Schulaufführungen. Aufgeführt 1935, 1936, 1937 (Hildegard Feidel-Mertz und Andreas Paetz, Seite 187–205). Dem Stück sind zwei Fotos von der Aufführung 1937 vorangestellt. Ein Bild mit der Theatergruppe von 1935 findet sich auch in dem Buch von Joseph Walk.[13]
  - Joseph und seine Brüder. Ein Spiel für Jugendaufführungen. Aufgeführt 1934 (Hildegard Feidel-Mertz und Andreas Paetz, Seite 206–222, einschließlich zweier Fotos)
  - Landschulheim Caputh, in: Jüdische Rundschau, 10. November 1933
- (als Übersetzer) Ernest A. Gray: Als Tiberius Kaiser in Rom war …: Ein römischer Söldner im Heiligen Land. [Berecht. Übers. aus d. Engl. von F. M. Friedmann. Zeichn. von Gustel Koch] Stuttgart: Franckh 1962